# بخش‌های دپارتمان کروز
بخش‌های دپارتمان کروز (انگلیسی: Arrondissements of the Creuse department) شامل 2 بخش به شرح زیر است:
1. بخش اوبوسون با ۱۱۸ کمون (فرانسه) و جمعیت ۳۷ هزار نفر در سال ۲۰۱۳ می‌باشد.
2. بخش گوئره با ۱۴۰ کمون (فرانسه) و جمعیت ۸۳ هزار نفر در سال ۲۰۱۳ می‌باشد.